# Улица Федосеенко (Санкт-Петербург)
Улица Федосе́енко — улица в Калининском районе Санкт-Петербурга. Проходит от улицы Васенко до проспекта Маршала Блюхера (фактически выезд отсутствует).

## История
Названа 3 августа 1940 года в память об испытателе-стратонавте П. Ф. Федосеенко (1898—1934), погибшем во время рекордного полета на стратосферном аэростате «Осоавиахим-1».

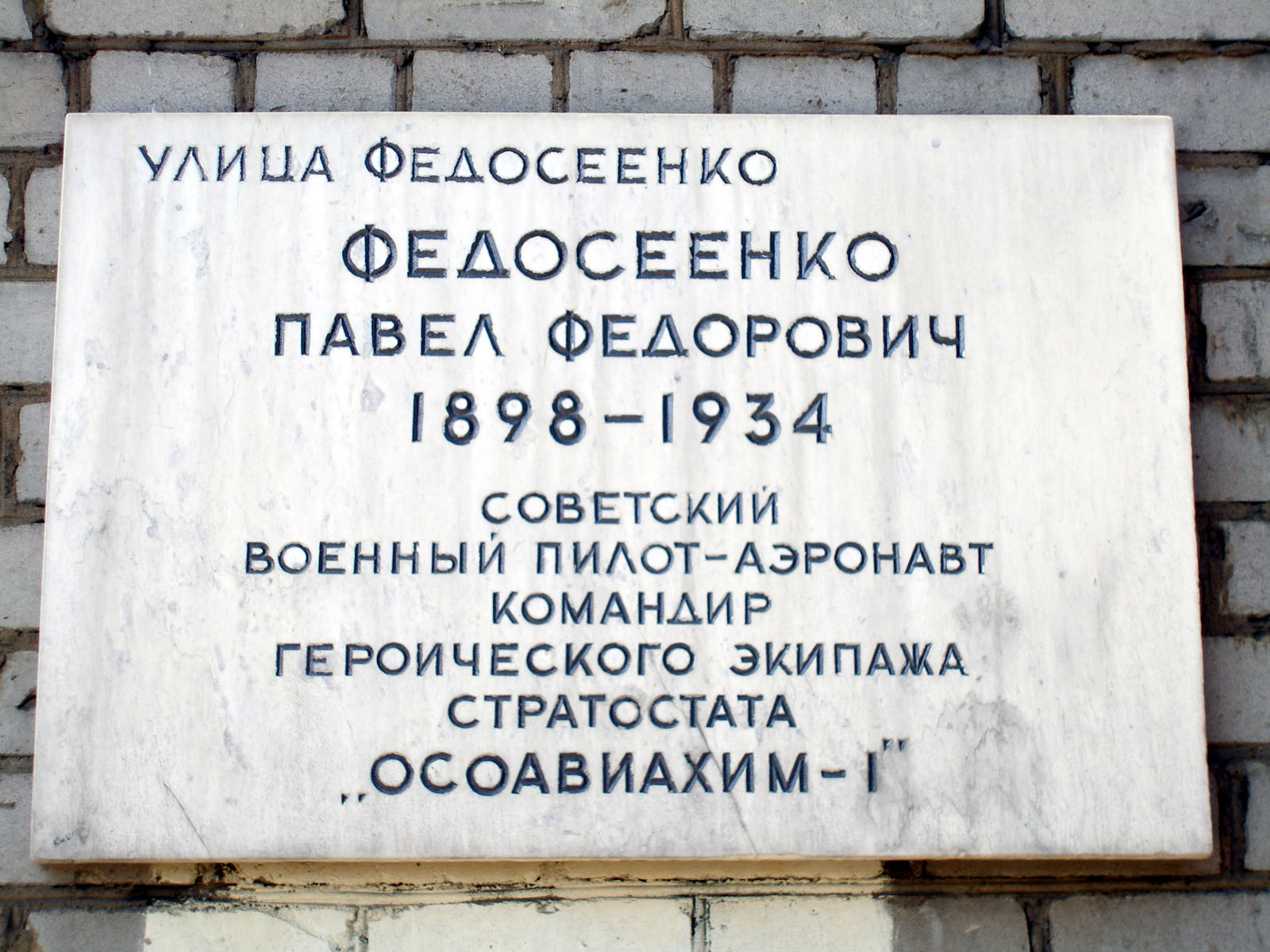
Мемориальная табличка на доме 12

Изначально начиналась от Полюстровского проспекта. Сейчас этот участок (бывшая Марзавина улица) включён в квартальную застройку, поэтому нумерация начинается с дома № 12. После пересечения проспекта Металлистов улица представляет собой внутриквартальный проезд с фактически несуществующими выездами на проспекты Металлистов и Маршала Блюхера.

## Пересечения
Пересекает или примыкает:
- улица Васенко
- Проспект Металлистов
- Проспект Маршала Блюхера